# Ambient (album)
| Recensione       | Giudizio |
| ---------------- | -------- |
| AllMusic         |          |
| NME              | 6/10     |
| Robert Christgau | 3 stelle |
| Q                |          |
| Rolling Stone    |          |

Ambient è il secondo album in studio del musicista statunitense Moby. È stato pubblicato il 17 agosto 1993 e ha ricevuto recensioni contrastanti.
Inoltre, a differenza di molti altri album in studio del musicista, non è mai stato ripubblicato in una edizione speciale o rimasterizzata.

## Tracce
Testi e musiche di Moby.
1. My Beautiful Blue Sky  – 5:19
2. Heaven  – 8:16
3. Tongues  – 5:37
4. J Breas  – 2:47
5. Myopia  – 4:46
6. House of Blue Leaves – 6:21
7. Bad Days  – 2:27
8. Piano & String  – 1:35
9. Sound  – 1:11
10. Dog  – 7:35
11. 80  – 2:05
12. Lean on Me  – 3:51

Durata totale: 51:50